# Myers NmG
Corbin Sparrow – elektryczny trójkołowy mikrosamochód produkowany pod amerykańską marką Corbin w latach 1999–2003 oraz pod amerykańską marką Myers jako Myers NmG w latach 2006–2011.

## Historia i opis modelu

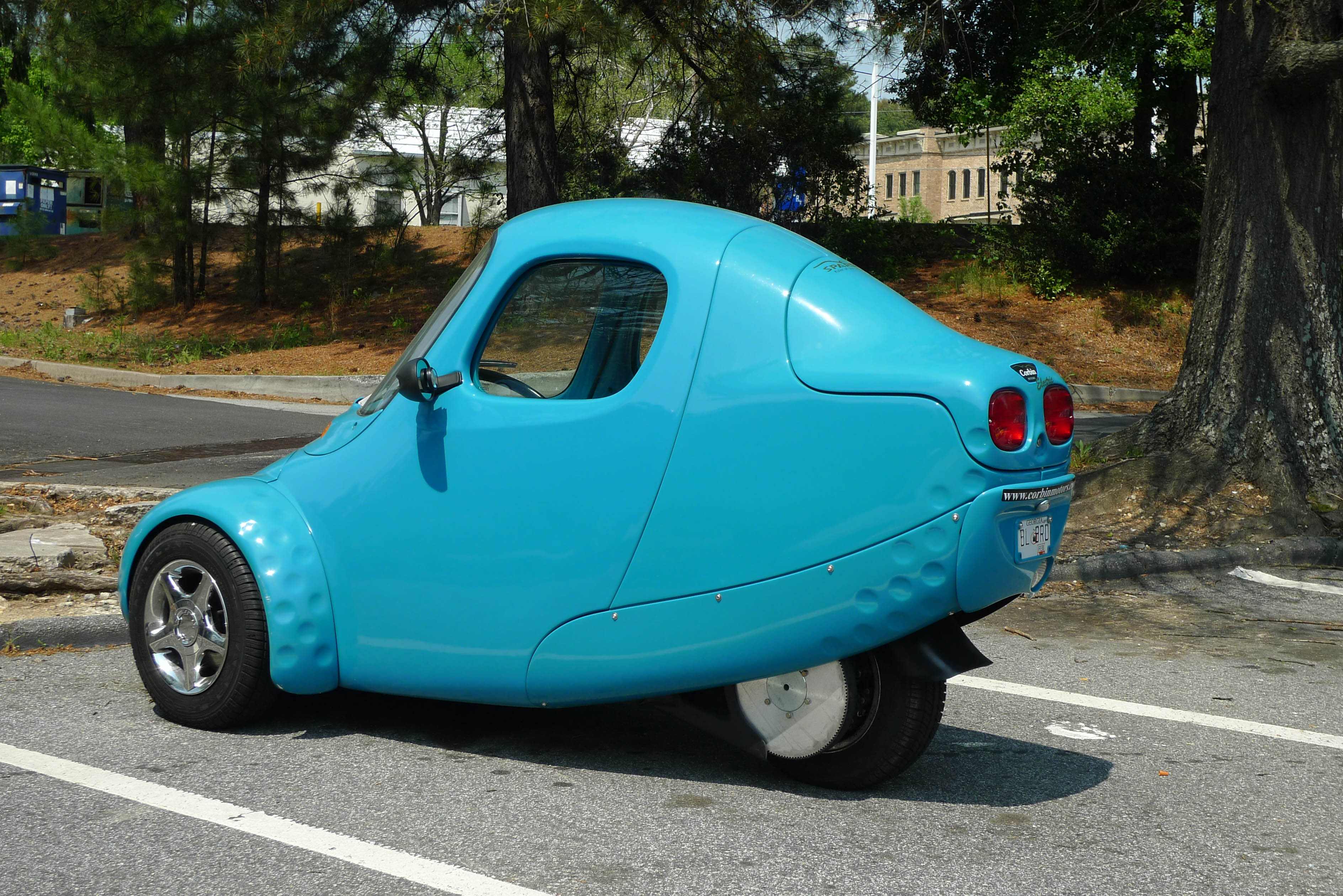
Corbin Sparrow – tył

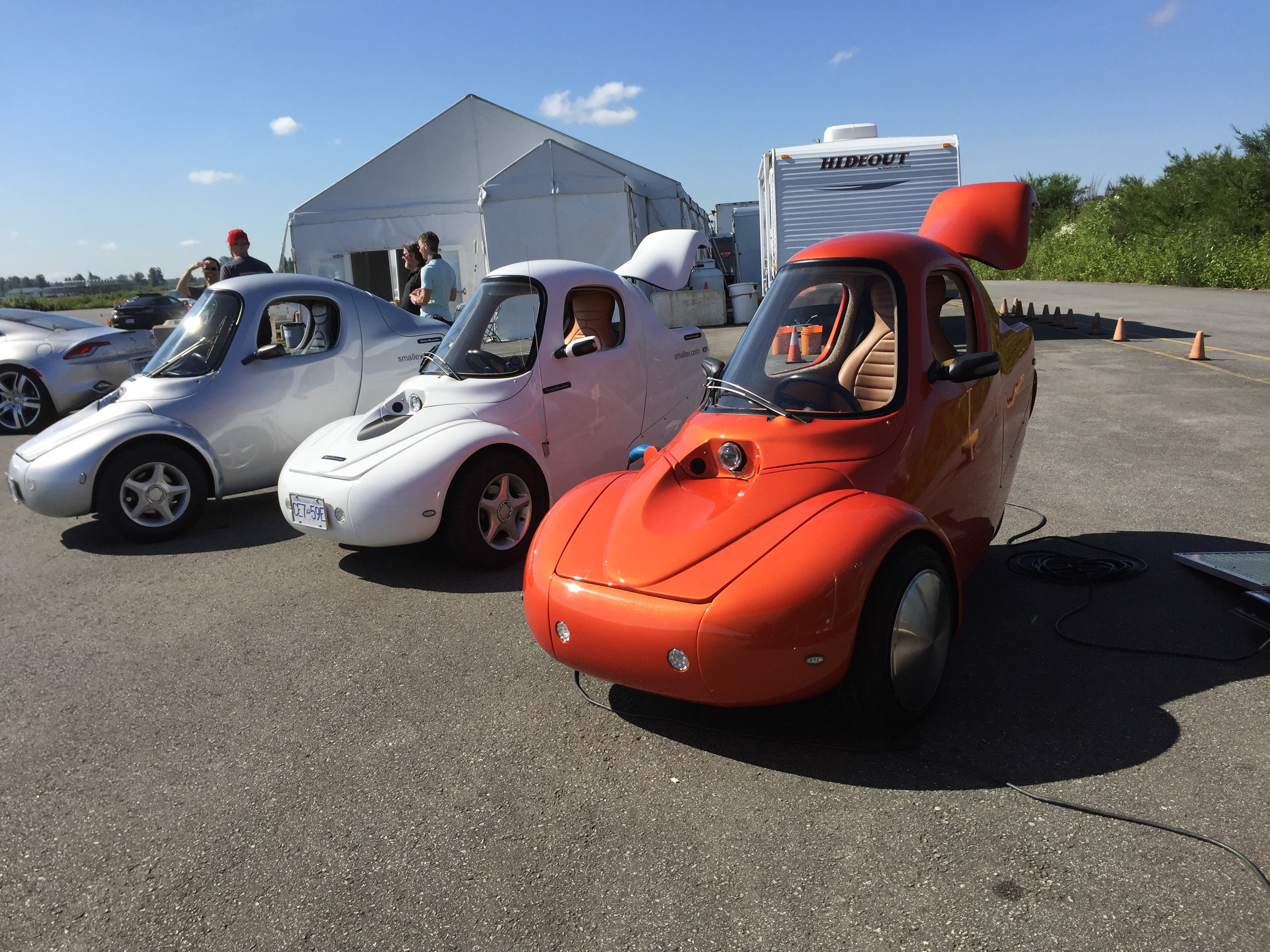
Corbiny Sparrow w 2016

Projekt w pełni elektrycznego, niewielkiego trójkołowca opracował amerykański przedsiębiorca Mike Corbin, który wdrożył go do produkcji tuż po utworzeniu Corbin Motors. Model Sparrow przedstawiono w kwietniu 1999 roku, realizując koncepcję  taniego pojazdu do dojeżdżania do pracy na obszarze przedmieść. Kabina pasażerska z obustronnymi drzwiami została przystosowana do transportu dla jednej osoby, kierowcy.
Charakterystyczną cechą wizualną pojazdu była obła, nieregularnie ukształtowana dwubryłowa sylwetka z centralnie umieszczonym reflektorem czołowym, pochyloną pod kątem szybą przednią oraz ostro zakończonym tyłem podtrzymywanym przez jedno koło. Dla zachowania niskiej masy, nadwozie Sparrowa wykonano z tworzywa sztucznego - kompozytów na bazie plastiku.

### Zmiana nazwy
Po tym, jak po banrkuctwie Corbin Motors prawa do produkcji Sparrowa przejęła inna firma, Myers Motors, w 2005 roku wznowiła ona produkcję pojazdu pod inną nazwą Myers NmG. Nazwa pojazdu powstała w wyniku zaczerpnięcia każdej z liter trójwyrazowej zbitki no more gas, oznaczającej w wolnym tłumaczeniu z języka angielskiego nigdy więcej paliwa.

### Sprzedaż
Z powodu kłopotów finansowych, pierwotny producent elektrycznego trójkołowca, Corbin Motors, w ciągu 4 lat produkcji między 1999 a 2003 rokiem było w stanie wyprodukować i dostarczyć do klientów mniej niż 300 sztuk pojazdów. Ostatecznie, produkcję na kolejne 2 lata przerwało bankructwo Corbin Motors w marcu 2003 roku. Do wznowienia produkcji pojazdu doszło dzięki inicjatywie innej firmy, Myers Motors, która sukcesywnie dokonała tego w 2005 roku. Wśród klientów nabywających samochód nazywany odtąd Myers NmG znaleźli się zarówno nabywcy prywatni, jak i flotowi. Cena pojazdu w 2010 roku na rynku amerykańskim wynosiła 36 tysięcy dolarów. W 2015 roku kanadyjski startup ElectraMeccanica kupił prawa do produkcji pojazdu i planował wznowić jego produkcję, jednak ostatecznie zdecydowano się na głębokie zmodernizowanie koncepcji i wdrożenie nowocześniejszego modelu pod nazwą ElectraMeccanica Solo w 2018 roku.

### Dane techniczne
Zarówno jako Corbin Sparrow, tak i Myers NmG był samochodem w pełni elektrycznym. Akumulator kwasowo-ołowiowy o pojemności 20 kWh pozwalał na przejechanie na jednym ładowaniu do ok. 161 kilometrów w maksymalnym wymiarze. Realny zasięg określany był jednak na średnio ok. 65 kilometrów, z kolei 40-konny silnik elektryczny pozwalał rozpędzić się do maksymalnie 112 km/h.